# Alex Carmel
Alex Carmel (hebräisch אַלֶכְּס כַּרְמֶל, als Alexander Buchmann geboren; * 17. Juni 1931 in Berlin; † 18. Dezember 2002 in Haifa) war ein deutsch-israelischer Historiker, der sich besonders mit der Geschichte Palästinas im 19. Jahrhundert befasste.

## Leben
Carmels Familie verließ nach dem Pogrom von 1938 Deutschland, seit 1939 lebte er in Haifa und wählte später seinen Namen nach dem dortigen Berg Karmel. Carmel studierte (Ph.D. 1971) und lehrte neue Geschichte und Orientalistik an der Hebräischen Universität Jerusalem.
Carmel verfasste mehrere Werke über die Geschichte Palästinas in der türkischen Zeit und untersuchte
die Rolle deutscher und schweizerischer christlicher Siedler im Palästina des 19. Jahrhunderts, wie der Tempelgesellschaft.
Er wirkte am Aufbau der Universität Haifa mit, wo er der Abteilung für Studien des Landes Israel an der humanwissenschaftlichen Fakultät angehörte, und gründete 1987 das „Gottlieb Schumacher-Institut zur Erforschung des christlichen Beitrags zum Wiederaufbau Palästinas im 19. Jahrhundert“ in Haifa, benannt nach dem deutsch-amerikanischen Ingenieur und Archäologen Gottlieb Schumacher.

## Schriften
- Die Siedlungen der württembergischen Templer in Palästina 1868–1918: ihre lokalpolitischen und internationalen Probleme. 2. Auflage. Kohlhammer, Stuttgart 1997, ISBN 3-17-015361-7.
- Geschichte Haifas in der türkischen Zeit 1516-1918. Harrassowitz, Wiesbaden 1975, ISBN 3-447-01636-1.
- Palästina-Chronik 1853 bis 1882. Vaas Verlag, Ulm 1978, ISBN 3-88360-001-6.
- Christen als Pioniere im heiligen Land. Friedrich Reinhardt Verlag, Basel 1981, ISBN 3-7245-0476-4.
- Palästina-Chronik 1883 bis 1914. Vaas Verlag, Ulm 1983.
- Alex Carmel, Hugo Schmid (Bearb.), Gustav Bauernfeind (Ill.): Der Orientmaler Gustav Bauernfeind. 1848–1904. Leben und Werk/The life and work of Gustav Bauernfeind, orientalist painter. Herausgegeben in Zusammenarbeit mit dem Gottlieb-Schumacher-Institut zur Erforschung des Christlichen Beitrages zum Wiederaufbau Palästinas im 19. Jahrhundert an der Universität Haifa, Israel. Hauswedell, Stuttgart 1990, ISBN 3-7762-0319-6.
- mit Ejal Jakob Eisler: Der Kaiser reist ins Heilige Land. Kohlhammer, Stuttgart/Berlin/Köln 1999, ISBN 3-17-015920-8.

## Ehrungen
- Bundesverdienstkreuz 1. Klasse (16. Februar 1983)[1]